# 皮金鎮區 (阿肯色州巴克斯特縣)
皮金鎮區（英語：Greenwood Township）是位於美國阿肯色州巴克斯特縣的一個行政鎮區。

## 地方資料
皮金鎮區的面積為142.67平方千米，當中陸地面積為133.57平方千米，而水域面積為9.10平方千米。根據2010年美國人口普查的數據，當地共有人口1850人，而人口密度為每平方千米12.97人。